# Étrier d'or
Étrier d'or är ett pris inom fransk travsport som delas ut till den montéryttare som vunnit flest lopp under ett gånget år.
De franska sulkyloppens motsvarighet heter Sulky d'or.

## Vinnare
- 1973 : Alain Laurent
- 1974 : Alain Laurent
- 1975 : Alain Sionneau
- 1976 : Philippe Békaert
- 1977 : Alain Sionneau
- 1978 : Alain Sionneau
- 1979 : Michel Lenoir
- 1980 : Michel Lenoir
- 1981 : Yves Dreux
- 1982 : Yves Dreux
- 1983 : Michel Lenoir
- 1984 : Jean-Claude Hallais
- 1985 : Yves Dreux
- 1986 : Yves Dreux
- 1987 : Yves Dreux
- 1988 : Yves Dreux
- 1989 : Jean-Claude Hallais
- 1990 : Yves Dreux
- 1991 : Yves Dreux
- 1992 : Yves Dreux
- 1993 : Jean-Philippe Mary
- 1994 : Jean-Loïc-Claude Dersoir
- 1995 : Michel Lenoir
- 1996 : Philippe Gillot
- 1997 : Jean-Loïc-Claude Dersoir
- 1998 : Jean-Loïc-Claude Dersoir
- 1999 : Jean-Loïc-Claude Dersoir
- 2000 : Jean-Loïc-Claude Dersoir
- 2001 : Jean-Loïc-Claude Dersoir
- 2002 : Philippe Masschaele
- 2003 : Philippe Masschaele
- 2004 : Philippe Masschaele
- 2005 : Philippe Masschaele
- 2006 : Éric Raffin
- 2007 : Éric Raffin
- 2008 : Matthieu Abrivard
- 2009 : Matthieu Abrivard
- 2010 : Matthieu Abrivard
- 2011 : Franck Nivard / Éric Raffin[2]
- 2012 : Yoann Lebourgeois
- 2013 : Yoann Lebourgeois
- 2014 : Yoann Lebourgeois
- 2015 : Éric Raffin
- 2016 : Éric Raffin
- 2017 : Alexandre Abrivard
- 2018 : Yoann Lebourgeois
- 2019 : Alexandre Abrivard
- 2020 : Mathieu Mottier
- 2021 : Mathieu Mottier
- 2022 : Alexandre Abrivard
- 2023 : Alexandre Abrivard